# Kim Yong-chol
Kim Yong-chol (Ryanggang, 1945 o 1946) és un militar i polític nord-coreà.
Té rang de general quatre estels des del 15 de febrer de 2012. Entre els seus nombrosos càrrecs militars i polítics, és vicepresident del Partit del Treball de Corea (PTC) per a Assumptes de Corea del Sud; Director del Departament de Front Unit del PTC; membre del Buró Polític de PTC, de la Comissió d'Assumptes Estatals de la República Democràtica Popular de Corea, del Comitè Central del PTC, la Comissió Militar Central del PTC; i diputat d'Assemblea Suprema del Poble, on és membre del comitè permanent.

## Carrera
Va assistir a l'Escola Revolucionària Mangyongdae i la Universitat Militar Kim Il-sung. Va començar la seva carrera el 1962 en una unitat de la policia a la zona desmilitaritzada, que fa de frontera amb Corea del Sud. Segons el North Korea Leadership Watch, Kim va ser membre del comando de guàrdia i guardaespatlles del líder Kim Jong-il.
En 1990 va ser ascendit a tinent general i nomenat primer sotsdirector de l'oficina d'espionatge del Ministeri de Defensa. Des de 1998 és diputat d'Assemblea Suprema del Poble. Durant els anys 1990 i 2000 va assistir a diverses reunions entre delegats d'ambdues Corees, i també ha participat com a inspector en unitats militars.
Al febrer de 2009, va ser nomenat director del Buró General de Reconeixement, l'agència d'intel·ligència del país. Durant el seu acompliment en el càrrec, ha estat acusat d'organitzar un atac contra un vaixell naval sud-coreà (ROKS Cheonan) que en 2010 que va matar a 46 mariners. També va ser acusat de planejar un atac d'artilleria contra l'illa Yeonpyeong en 2010, que va matar a dos civils i dos infants de marina sud-coreans. El govern sud-coreà posteriorment va realitzar sancions contra Nord-corea per l'atac.
En els primers anys de la dècada de 2010, se'l va veure a prop de Kim Jong-un i dels seus familiars. Per dècades ha estat una de les cares públiques de l'Exèrcit Popular de Corea en els mitjans estatals i en les relacions exteriors del país.
En 2010 va ser triat membre de ple dret en el Comitè Central del Partit del Treball i membre de la Comissió Militar Central del Partit.
Des de gener de 2016 és vicepresident del Partit de Treball per al Front Unit del Treball. Va ser nomenat en el càrrec després de la mort del seu predecessor, Kim Yang-gon, en un accident automobilístic.

### Jocs Olímpics de Pieonchang
Kim va ser enviat com a part de la delegació olímpica de Corea del Nord a la cerimònia de clausura dels Jocs Olímpics d'Hivern 2018 realitzada el 24 de febrer de 2018 en Pieonchang, Corea del Sud. La seva presència va provocar manifestacions per part de ciutadans sud-coreans. Un grup de legisladors conservadors es va manifestar enfront del palau presidencial i va demanar l'execució de Kim.
Previ a la cerimònia, Kim es va reunir amb el president sud-coreà Moon Jae-in. Allí va expressar que el seu país estava «disposat a conversar» amb el govern dels Estats Units.